# Холовски, Хильда
Хильда Холовски (нем. Hilde Holovsky; 29 апреля 1917 года, Вена, Австрия — 3 июля 1933 года, Вена, Австрия) — фигуристка из Австрии, серебряный призёр чемпионата мира 1931 года и бронзовый призёр чемпионата мира 1933 года, бронзовый призёр чемпионата Европы 1931 года, двукратная чемпионка Австрии 1932 и 1933 годов в женском одиночном катании.

## Биография
Не удалось установить, в каком возрасте она стала заниматься фигурным катанием, но, по-видимому, довольно рано, поскольку уже в 1926 году она стала победительницей национального первенства среди новичков.
Свою первую медаль Хильда Холовски выиграла в возрасте 13 лет. Олимпиаду 1932 года и чемпионат мира 1932 года она пропустила. Семья девочки была небогата и не могла обеспечить поездки своей дочери на соревнования, которые в том году проходили за океаном – в Лейк-Плэсиде и Монреале.
Кроме фигурного катания занималась конькобежным спортом, в феврале 1932 году установила рекорд Австрии на дистанции 500 метров, до этого в январе она стала чемпионкой Австрии по конькобежному спорту.
На чемпионате мира в 1931 году в Берлине она совсем немного уступила норвежской фигуристке Соне Хени.
Умерла летом 1933 года в венской больнице от аппендицита.

## Спортивные достижения
| Соревнования/Сезоны | 1931 | 1932 | 1933 |
| ------------------- | ---- | ---- | ---- |
| Чемпионаты мира     | 2    |      | 3    |
| Чемпионаты Европы   | 3    | 4    | 4    |
| Чемпионаты Австрии  |      | 1    | 1    |